# Major Lazer (serial animowany)
Major Lazer – powstała w 2014 roku amerykańska kreskówka, bazująca na założonym w 2009 roku zespole muzycznym o tej samej nazwie, stworzona przez muzyka Diplo, Ferry'ego Gouwa i Kevina Kusatsu. Premiera pierwszego odcinka odbyła się 27 października 2014 roku na kanale FXX. Na łamach Rolling Stone Diplo potwierdził prace nad drugim sezonem serialu. Animacja nie miała oficjalnej premiery w Polsce.
Fabuła "Major Lazer" osadzona jest w niedalekiej przyszłości. Opowiada przygody posiadającego broń laserową zamiast dłoni i pochodzącego z Jamajki tytułowego bohatera Majora Lazera, który stawia opór złemu prezydentowi Whitewallowi i jemu podwładnemu, generałowi Rubbish. Po jego stronie stoją haker Blkmrkt i Penny Whitewall - córka prezydenta.

## Obsada
- Adewale Akinnuoye-Agbaje – Major Lazer / Zły Major Lazer
- Angela Trimbur – Penny Whitewall
- John Boyega – Blkmrkt
- J.K. Simmons – Prezydent Whitewall
- James Adomian – Generał Rubbish
- Ashante "Taranchyla" Reid – Stary Rasta

Pozostała/Epizodyczna obsada
- Trinidad James – Palacz marihuany / Pan Mary James / Goldie
- Tiësto - DJ Bóg
- Jonathan Banks – Prawo
- Riff Raff – Double Cup / Różne głosy
- Andy Samberg – Dr. Nerd / Dr. Bass Drop
- Udo Kier – Główny wampir Vampire
- Ezra Koenig – Ryland
- Jorma Taccone – Spooky Dookie / Killscreen / K-Pop
- Matt Berry – Nauczyciel
- Aziz Ansari – Goosh
- Kumail Nanjiani – Thor
- Heather Anne Campbell – Pracownica teleturnieju
- Ferry Gouw – Kamikaze
- Mike Skinner – Block Head
- Clyde Kusatsu – Właściciel sklepu
- Chan Marshall – Wojownik
- Charli XCX – Lady Vanessa Rothchild